# Thyde Monnier
Thyde Monnier, nome d'arte di Mathilde Anna Rose Monnier (Marsiglia, 23 giugno 1887 – Nizza, 18 gennaio 1967), è stata una scrittrice e femminista francese.

## Biografia
Thyde Monnier è nacque a Masiglia in una famiglia benestante (suo padre era un banchiere). Dopo aver frequentato il Lycée Montgrand, si diede alla letteratura. Ottenne il primo successo letterario nel 1906 con un premio per un sonetto dedicato al poeta provenzale Mistral. Feconda autrice di romanzi, si ispirò soprattutto all'ambiente contadino della Provenza meridionale: La rue courte (La strada corta,  1937), completato dal ciclo Les petites destinées (Piccoli destini, 3 volumi fra il 1937 e il 1951) e dal ciclo dei Desmichels, in sette volumi (1937-1948). Scrisse anche un libro di memorie in quattro volumi Moi (Io, 1960) e numerose poesie.
È stata sposata due volte. Dalle due esperienze matrimoniali, terminate entrambe con un divorzio, trasse la conclusione che per combattere il dominio maschile nel matrimonio si richiedesse la liberazione della donna, innanzitutto la libertà sessuale della donna.
Al suo nome è intitolato un premio della Société des gens de lettres de France (Società dei letterati francesi - SGDLF).

## Opere
- La rue courte, 1937
- Les Desmichels
  - tome I: Grand Cap, 1937
  - tome II: Le pain des pauvres, Paris: Grasset, 1938;  Paris: René Julliard, 1946
  - tome III: Nans le berger, Paris: René Julliard, 1942 (traduzione in lingua italiana di Francesco Mezzanotte: Il pastore Nans, Milano: Garzanti, 1949)
  - tome IV: La demoiselle, Paris: René Julliard, 1944
  - tome V: Travaux, Paris: René Julliard, 1945
  - tome VI: Le figuier stérile, Paris: J'ai lu, 1947
  - tome VII: Les Forces vives, 1948
- Fleuve, Genève: Editions du Milieu du Monde, 1942
- Barrage d'Arvillard, Genève: Editions du Milieu du Monde, 1946
- Pourriture de l'homme, Editions du Milieu du Monde, 1949
- Permission d'être heureux, Paris: Gallimard, 1952
- Largo, Genève: Editions du Milieu du Monde, 1954
- Les petites destinées
  - tome I: La rue courte, 1937
  - tome II: Annonciata, Paris: Bernard Grasset, 1939
  - tome III: Cœur, 1951
- Moi
  - tome I: Faux départ, 1949
  - tome II: La saison des amours, 1950
  - tome III: Sur la corde raide, 1951
  - tome IV: Jetée aux bêtes, 1955
- Madame Roman, Arthème Fayard, 1957
- La ferme des quatre reines, Plon, 1963
- J'ai joué le jeu, Paris: René Julliard, 1963
- Filles du feu
  - tome I: Elle sème le vent, 1967
  - tome II: Elle récolte la tempête, 1967